# Yngve Rosqvist
Yngve Bertil Rosqvist (ur. 2 listopada 1929 w Skurup, zm. 8 maja 2004 w Malmö) – szwedzki żużlowiec i kierowca wyścigowy.

## Kariera
Na początku lat 50. był żużlowcem. Na przełomie lat 50. i 60. ścigał się w Szwecji samochodami sportowymi marek MG, Porsche, OSCA i Maserati
Uczestniczył w pierwszym sezonie Szwedzkiej Formuły Junior (1961). Ścigał się wówczas Lotusem 18 w barwach zespołu Lotus Racing Team. Wygrał wtedy dwa wyścigi i zdobył mistrzostwo Szwecji. W tym samym roku był zgłoszony do organizowanego według przepisów Formuły 1 Kanonloppet, ale w wyścigu nie wystartował. W roku 1962 rywalizował Cooperem. W mistrzostwach Szwecji wygrał wyścigi Velodromloppet i dwukrotnie Skarpnäcksloppet i obronił tytuł. W sezonie 1963 był czwarty w klasyfikacji. Po rocznej przerwie wrócił do wyścigów samochodów jednomiejscowych w Szwecji (przekształconych w Formułę 3) w 1965 roku, zostając wicemistrzem kraju.
Uczestniczył samochodami Formuły Junior i Formuły 3 również za granicami kraju. W 1962 roku na Roskilde Ringu (Dania) wygrał zawody Åbningslöbet. Ścigał się również w Austrii, Finlandii, Monako, NRD, RFN, na Węgrzech i w Wielkiej Brytanii.
W 1967 roku powrócił do ścigania się samochodami sportowymi, rywalizując Lolą T70. Wygrał zawody SM Dalsland oraz Västkustloppet, w SM Skarpnäck był drugi, a Grand Prix Szwecji zakończył na trzecim miejscu. W 1968 roku był zgłoszony do wyścigu 24h Le Mans, ale nie wystartował.

## Wyniki
| Legenda oznaczeń w tabelach wyników Wyświetl szablon na nowej stronie | Legenda oznaczeń w tabelach wyników Wyświetl szablon na nowej stronie                                                                     |
| Oznaczenie                                                            | Wyjaśnienie |
| --------------------------------------------------------------------- | --- |
| Złoty                                                                 | Zwycięzca lub mistrzostwo |
| Srebrny                                                               | 2. miejsce lub wicemistrzostwo |
| Brązowy                                                               | 3. miejsce lub II wicemistrzostwo |
| Zielony                                                               | Ukończył, punktował (w klasyfikacji generalnej, gdy zdobył co najmniej jeden punkt na przestrzeni sezonu, poza trzema powyższymi opcjami) |
| Niebieski                                                             | Ukończył, nie punktował (w klasyfikacji generalnej, gdy nie zdobył co najmniej jednego punktu na przestrzeni sezonu)                      |
| Czerwony                                                              | Nie zakwalifikował się (NZ) |
| Czerwony                                                              | Nie prekwalifikował się (NPK) |
| Różowy                                                                | Nie ukończył (NU) |
| Różowy                                                                | Niesklasyfikowany (NS) (w klasyfikacji generalnej, gdy nie został sklasyfikowany w żadnym wyścigu sezonu)                                 |
| Czarny                                                                | Zdyskwalifikowany (DK) |
| Czarny                                                                | Wykluczony (WYK/EX) |
| Biały                                                                 | Nie wystartował (NW) |
| Biały                                                                 | Kontuzjowany (K/INJ) |
| Biały                                                                 | Wyścig odwołany (OD/C) |
| Bez koloru                                                            | Został wycofany (WYC/WD) |
| Bez koloru                                                            | Nie przybył (NP/DNA) |
| Bez koloru                                                            | Nie brał udziału w treningach (NT/DNP) |
| Bez koloru                                                            | Nie został zgłoszony (–) |
| Pogrubienie                                                           | Start z pole position |
| Kursywa                                                               | Najszybsze okrążenie wyścigu |
| †                                                                     | Nie ukończył, ale jego rezultat został zaliczony ze względu na przejechanie więcej niż 90% dystansu wyścigu.                              |
| *                                                                     | Sezon w trakcie |
| 1/2/3                                                                 | Punktowana pozycja w sprincie kwalifikacyjnym                                                                                             |
| Lista systemów punktacji Formuły 1                                    | |

### Szwedzka Formuła 3
W latach 1961–1963 mistrzostwa rozgrywano według przepisów Formuły Junior.
| Rok  | Zespół                     | Samochód   | Silnik | Wyniki w poszczególnych eliminacjach | Wyniki w poszczególnych eliminacjach | Wyniki w poszczególnych eliminacjach | Wyniki w poszczególnych eliminacjach | Wyniki w poszczególnych eliminacjach | Pkt. | Msc. |
| ---- | -------------------------- | ---------- | ------ | ------------------------------------ | ------------------------------------ | ------------------------------------ | ------------------------------------ | ------------------------------------ | ---- | ---- |
| 1962 |                            |            |        | Szwecja                              | Szwecja                              | Szwecja                              | Szwecja                              | Szwecja                              | 18   | 1    |
| 1962 | Rosqvist Racing Team       | Cooper T59 | BMC    | 1                                    | 1                                    | 3                                    | 5                                    | 1                                    | 18   | 1    |
| 1963 |                            |            |        | Szwecja                              | Szwecja                              | Szwecja                              | Szwecja                              | Szwecja                              | 8    | 4    |
| 1963 | Rosqvist Racing Team       | Cooper T67 | Ford   | NU                                   | 3                                    | NU                                   | 4                                    | NU                                   | 8    | 4    |
| 1965 |                            |            |        | Szwecja                              | Szwecja                              | Szwecja                              | Szwecja                              | Szwecja                              | 14   | 2    |
| 1965 | Rosqvist Racing Department | Cooper T76 | BMC    | 3                                    | 3                                    | NW                                   | -                                    | -                                    | 14   | 2    |
| 1965 | Rosqvist Racing Team       | Cooper T76 | Ford   | -                                    | -                                    | -                                    | 5                                    | -                                    | 14   | 2    |

### Niemiecka Formuła Junior
| Rok  | Zespół               | Samochód   | Silnik | Wyniki w poszczególnych eliminacjach | Wyniki w poszczególnych eliminacjach | Wyniki w poszczególnych eliminacjach | Wyniki w poszczególnych eliminacjach | Wyniki w poszczególnych eliminacjach | Wyniki w poszczególnych eliminacjach | Wyniki w poszczególnych eliminacjach | Wyniki w poszczególnych eliminacjach | Wyniki w poszczególnych eliminacjach | Pkt. | Msc. |
| ---- | -------------------- | ---------- | ------ | ------------------------------------ | ------------------------------------ | ------------------------------------ | ------------------------------------ | ------------------------------------ | ------------------------------------ | ------------------------------------ | ------------------------------------ | ------------------------------------ | ---- | ---- |
| 1961 |                      |            |        |                                      |                                      |                                      |                                      |                                      |                                      |                                      |                                      |                                      | 0    | NS   |
| 1961 | Lotus Racing Team    | Lotus 18   | Ford   | -                                    | -                                    | -                                    | -                                    | -                                    | 8                                    | -                                    | -                                    | -                                    | 0    | NS   |
| 1963 |                      |            |        |                                      |                                      |                                      |                                      |                                      |                                      |                                      |                                      |                                      | 0    | NS   |
| 1963 | Rosqvist Racing Team | Cooper T67 | Ford   | -                                    | -                                    | NU                                   | -                                    | -                                    | -                                    | -                                    | -                                    | -                                    | 0    | NS   |

### Wschodnioniemiecka Formuła Junior
| Rok  | Zespół               | Samochód   | Silnik | Wyniki w poszczególnych eliminacjach | Wyniki w poszczególnych eliminacjach | Wyniki w poszczególnych eliminacjach | Wyniki w poszczególnych eliminacjach | Wyniki w poszczególnych eliminacjach | Wyniki w poszczególnych eliminacjach | Pkt. | Msc. |
| ---- | -------------------- | ---------- | ------ | ------------------------------------ | ------------------------------------ | ------------------------------------ | ------------------------------------ | ------------------------------------ | ------------------------------------ | ---- | ---- |
| 1962 |                      |            |        |                                      |                                      |                                      |                                      |                                      |                                      | 0    | NS   |
| 1962 | Rosqvist Racing Team | Cooper T59 | BMC    | ?                                    | ?                                    | -                                    | -                                    | -                                    | -                                    | 0    | NS   |